# Leopold Venus

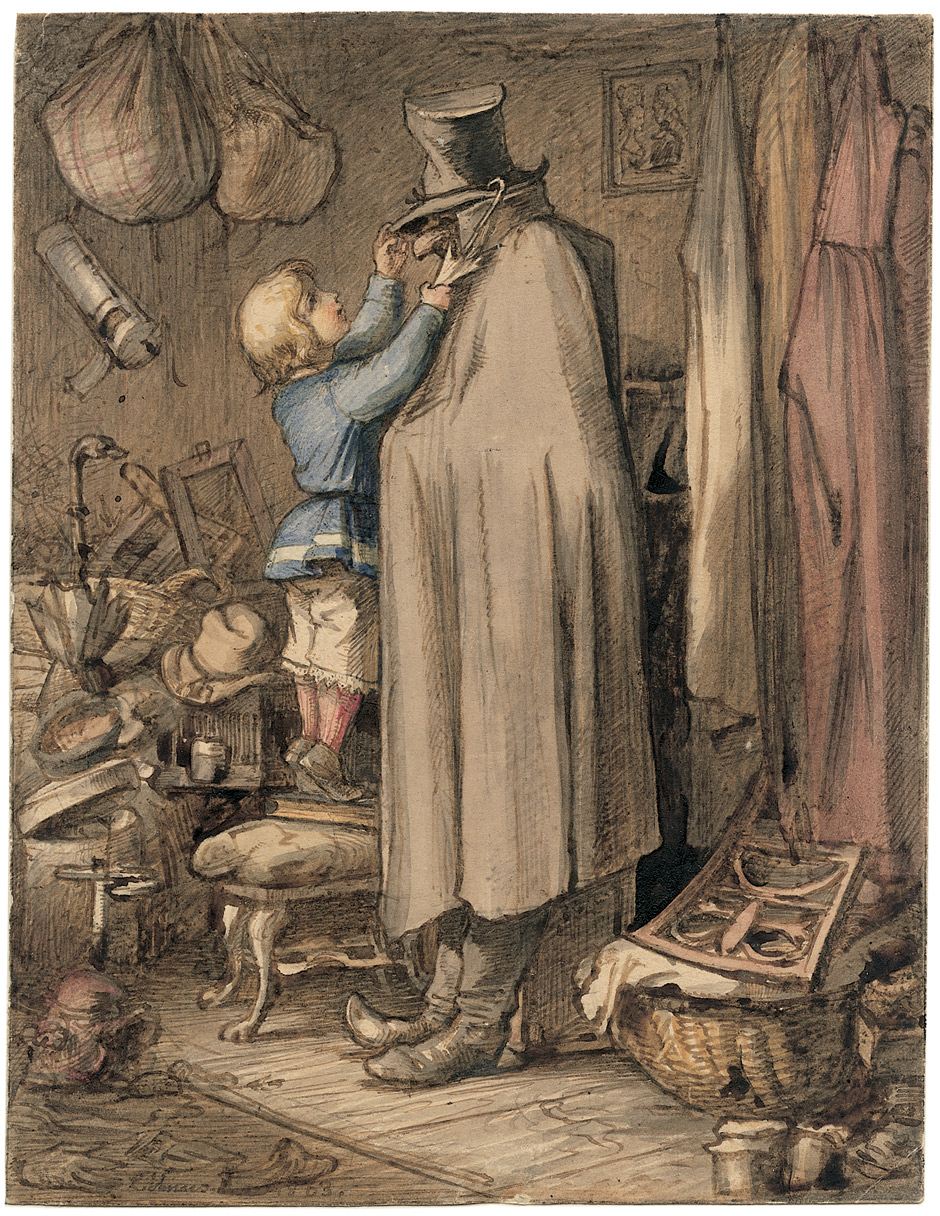
Auf dem Dachboden

Leopold Venus (vollständiger Name August Leopold Venus; * 14. Juni 1843 in Dresden; † 23. Dezember 1886 in Pirna) war ein deutscher Maler und Illustrator.

## Leben
Leopold Venus besuchte die Dresdner Annenschule. Danach studierte er seit 1857 an der Königlichen Akademie der bildenden Künste in Dresden, seit etwa 1859 erlernte er das Landschaftszeichnen bei Ludwig Richter.
Seit 1861 war Venus im Dresdner Atelier für Historienmalerei von Julius Hübner tätig. Ein Stipendium ermöglichte ihm im Herbst 1866 eine Reise nach Rom, wo er mit Viktor Paul Mohn einige Monate verbrachte. Venus erhielt 1868 ein Reisestipendium und besuchte zwischen Januar und Oktober 1869 den Süden Italiens und besonders die Umgebung von Rom.
Leopold Venus beschäftigte sich mit der Landschafts- und Historienmalerei, später widmete er sich der Buchgestaltung und Bebilderung von Büchern. Er lieferte auch Illustrationen für die Deutsche Jugend. Jugend- und Familienbibliothek.
Er illustrierte Johann Wolfgang von Goethes Roman „Wahlverwandtschaften“, „Neue Märchen von einer Mutter erdacht“ von Amélie Godin sowie „Hellmund und Helläuglein“ von Heinrich Jäde. Venus arbeitete vorwiegend für den Verleger Carl Flemming in Glogau.
Venus schuf auch mehrere hundert Holzschnitte in Zusammenarbeit mit dem Dresdner Atelier für Holzschneidekunst unter der Leitung Hugo Bürkners.
Nach seiner Heirat siedelte Venus nach Düsseldorf über, kehrte jedoch nach kurzer Zeit wieder nach Dresden zurück. 1877 erlitt er einen Zusammenbruch und kam in die Heilanstalt Pirna-Sonnenstein, wurde aber bald wieder entlassen.
Venus verfiel der Alkoholsucht, nach den Eheproblemen und dem Tod seiner Frau kam er zurück in die Heilanstalt, wo er an einem Gehirnschlag starb.